# Flatoidinus occidentalis
Flatoidinus occidentalis är en insektsart som först beskrevs av Walker 1851.  Flatoidinus occidentalis ingår i släktet Flatoidinus och familjen Flatidae. Inga underarter finns listade i Catalogue of Life.